# Alberto della Valle
Alberto Della Valle (Napoli, 3 aprile 1851 – Napoli, 24 dicembre 1928) è stato un disegnatore, illustratore e fotografo italiano.
È particolarmente noto per essere stato uno dei principali illustratori dei romanzi di Emilio Salgari.

## Biografia

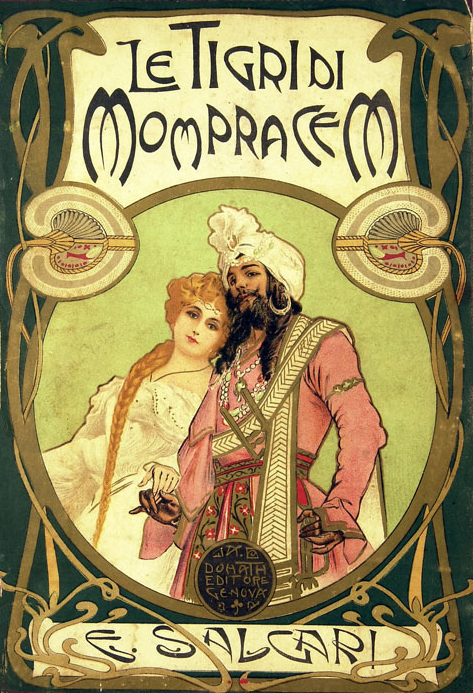
Copertina liberty firmata Della Valle per Le Tigri di Mompracem (prima edizione, Donath, Genova, 1900).

Nato a Napoli nel 1851, figlio di Francesco, all’epoca primo tenente quartier mastro (poi colonnello) del 1º reggimento ussari della guardia dell'esercito borbonico e di Isabella Vaglieco, Alberto Della Valle rinunciò alla carriera militare per dedicarsi alla pittura e al disegno, iniziato dal cognato, il pittore Edoardo Matania. Quest'ultimo lo presentò all'editore milanese Emilio Treves (1834-1916), che lo fece lavorare dal 1880 per L'Illustrazione Italiana, probabilmente a partire dai cliché.
Successivamente si trasferì a Genova e divenne noto soprattutto al grande pubblico diventando l'illustratore di oltre ventuno romanzi di avventura di Emilio Salgari, libri venduti in centinaia di migliaia di copie in Italia alla fine XIX secolo e in tutta Europa. Venne inizialmente impiegato dall'editore genovese Alberto Donath, poi dal 1907 da Bemporad a Firenze. Della Valle venne a coadiuvare il disegnatore Giuseppe Garuti, noto come Pipein Gamba. Associato a Gamba e Gennaro d'Amato, formò un trio di disegnatori che lavoravano quasi esclusivamente per Salgari. 
Per le sue composizioni di copertina, praticò la fotografia, un'arte in cui talvolta si mise in scena e diede il pretesto per decorazioni esotiche; scelse le scenografie con Salgari e i suoi figli, in situazioni a volte divertenti.
Aveva sposato l'erede di una catena alberghiera, Maria Cobianchi, prima del 1900, ed era tornato a Napoli con lei, ma quest'ultima morì nel 1909 di una dolorosa malattia. L'artista, che si era stabilito in via Medina, si trasferì nel Vomero, in via Kerbaker, e allacciò rapporti con la famiglia di Edoardo Matania. Con i suoi nipoti, incluso Fortunino Matania, riprese a esibirsi per preparare le sue copertine o illustrazioni, che fotografava e poi disegnava. È possibile che avesse preso a prestito il volto di Sandokan da uno dei suoi parenti.
Numerosi periodici riproducono le sue illustrazioni, come La Domenica dei Fanciulli, La via azzurra, Il giornale illustrato dei viaggi, La Domenica illustrata, Il Mattino Illustrato.
Alla vigilia di Natale, il 24 dicembre del 1928, Della Valle si suicidò sparandosi alla testa, a Napoli. Non si era mai risposato.